# Peter French
Peter French (30 avril 1849 – 26 décembre 1897) était un pionnier de l'Ouest américain. La petite ville de Frenchglen dans l'Oregon lui doit en partie son nom.

## Sa jeunesse
Peter French est né John William French dans le Missouri en 1849. En 1850, son père partit s'installer à Colusa County en Californie. Après une installation ratée, sa famille gagna Sacramento plus au nord où ils devinrent éleveur de moutons.
Plus tard, Peter French s'installa à Jacinto comme cowboy dans le ranch du Dr Hugh James Glenn.
En 1872, Glenn envoie French dans l'Oregon avec 1 200 têtes de Shorthorn, une poignée de vaqueros et un cuisinier chinois. Là, il trouve de vastes prairies au milieu du désert.
À son arrivée dans la vallée Catlow, French et ses hommes rencontrent un petit prospecteur nommé Porter. Ce dernier lui vend son petit troupeau de bovins, ses terres ainsi que sa marque "P". French étend encore son domaine, vers la vallée Blitzen, où serpentent les rivières Donner et Blitzen. Il y installe son camp de base. Le Ranch "P" est né.

## Le roi du bétail
En quelques années, le petit ranch de French s'est étendu, aidé notamment par l'argent de Glenn. Le Ranch "P" est devenu le siège social de son empire du bétail. 
French et ses hommes érigent des barrières, drainent des marécages, et irriguent des zones entières du domaine. L'empire de French s'étend pour englober la vallée de Diamant, la vallée Blitzen et la vallée Catlow. Le terrain couvre approximativement 160 000 à 200 000 acres (650 à 800 km²). En homme d'affaires judicieux, French profite de la loi qui permettait d'acheter une zone de marais à 1,25 $ l'acre. Détournant la loi, il construit des barrages pour inonder des terres et les paye au prix réduit des marais. Une fois les terres achetées, il retire ses barrages pour rendre le terrain à son état originel. 
En 1883, French épouse Ella, la fille de Glenn. Glenn est assassiné trois semaines plus tard par un ancien salarié. French gère alors seul le ranch de l'Oregon et est obligé de vendre toujours plus de bétail pour payer les dettes de la famille Glenn. En 1894, les héritiers de Glenn nomment French président de la Glenn French Livestock Entreprise,. French divorce en 1891.

## La chute
En juin 1878, les tribus indiennes Paiute et Bannock (toutes deux liées aux Shoshone), et qui étaient installées au pied des Monts Steens, attaquent le Ranch P, non sans avoir averti French de l'imminence de l'assaut. French et un seul de ses hommes réussissent à s'échapper. Les attaques continuent pendant tout l'été. Les Paiutes brûlent les constructions et volent le bétail et des chevaux. French lui-même guide le 1er Régiment de Cavalerie américain dans la zone de conflit.
Dans les années 1880 et 1890, des fermiers et des petits éleveurs se battent contre French pour la terre et les droits sur l'eau. Les détournements de la loi de French lui valent une certaine haine de la part de ses concurrents.
Le 26 décembre 1897, French est à cheval parmi son bétail quand un voisin du nom d'Oliver, avec qui il avait eu un conflit de barrière, fonce sur lui. Il est désarçonné, chute à terre et se relève pour assener un coup de fouet à son agresseur, ce dernier sort son revolver et tire une balle dans la tête de French qui meure sur le coup. Oliver s'enfuit.   
Le sheriff Andrew John McKinnon de Harney County arrête Oliver le lendemain. Le procès a lieu. Les hommes de French affirment qu'Oliver a tiré sur French dans le dos, alors que la partie adverse affirme avoir agi en état de légitime défense. Oliver est finalement jugé non coupable.
John William Peter French est enterré à Red Bluff, en Californie, aux côtés de son père et de sa mère au cimetière de Oak Hill.